# Casa Rosa
La Casa Rosa, también conocida como villa Eugenia es un palacete situado en Sevilla construido en 1894, cuya parcela linda con la avenida de la Palmera, avenida de Guardia Civil (Eritaña) y calle Manuel Siurot. Actualmente es sede de la Consejería de Turismo y Andalucía Exterior de la Junta de Andalucía.

## Historia
Los terrenos en los que se levanta actualmente la Casa Rosa estaban situados fuera de la zona urbana de la ciudad en los aledaños del arroyo Tamarguillo que atravesaba el área y desembocaba en el Guadalquivir en un punto muy próximo a la altura del meandro de los Gordales, frente al puntal de Los Remedios. Se encontraban integrados en los jardines del palacio de San Telmo, procedentes de la antigua huerta del convento de San Diego. En 1884, Juan Cruz, asentado sastre, proveedor del duque de Montpensier, construyó en los terrenos la denominada "quinta de Juan Cruz". En 1894 tras su fallecimiento, se levantó la denominada Villa Eugenia para Eugenia de la Rocha, marquesa de Angulo, con proyecto del maestro de obras José Solares con una clara influencia francesa.
Entre 1912 y 1916, se llevó a cabo una primera modificación con la ampliación y reforma de la fachada hacia la calle Manuel Siurot y la torre mirador ejecutadas por Ramón Balbuena y que mantuvieron el aire afrancesado original. En 1927, con motivo de la urbanización de la zona y la preparación de la Exposición de 1929, Vicente Traver realizó nuevas ampliaciones y cerramientos.
La casa ha sufrido varias riadas al ocupar el antiguo cauce del Tamarguillo. Especialmente graves fue la sucedida en primavera de 1948 cuya inundación duró dos semanas y la de noviembre de 1961. En la década de 1970, el entonces propietario, José Mendaro Diosdado, nieto de la primitiva marquesa de Angulo reemplazó el color gris original de la fachada por el rosa, siendo conocida desde entonces por Casa Rosa. 
En 1988, la Junta de Andalucía adquirió la propiedad y procedió a su rehabilitación y ampliación  con proyecto de E. Cosano e I. Garmendia. Entre 2003 y 2005 se realizaron nuevas obras por los mismos arquitectos. Fue temporalmente sede de la presidencia de la Junta de Andalucía durante las obras de rehabilitación del palacio de San Telmo entre 2005 y 2010.

## Descripción
En su origen, se trataba de una edificación exenta, algunas otras construcciones perimetrales y un jardín de gran interés botánico. El palacete consta de dos plantas, ático amansardado y sótano. Las estancias se encuentran distribuidas alrededor del un hall central en el que se inserta la escalera principal. Hacia el sur, se levanta una torre de forma octogonal con un mirador de estructura metálica.
Los jardines que tiene una superficie aproximada de 10 000 m2, en los que colaboraron los hermanos Boutelou, hijos de Claudio Boutelou, fueron diseñados a finales del siglo XIX y constituyen un vestigio del Romanticismo, con un trazado que combinan aspectos paisajistas y pintorescos, que no han sufrido apenas remodelaciones y conservan el aspecto de cuando se construyó la casa.